# 김천순환로
김천순환로(Gimcheonsunhwan-ro)는 경상북도 김천시 양천동 양천 교차로와 경상북도 김천시 어모면 어모 교차로를 잇는 경상북도의 도로이다. 김천시 국도대체우회도로라고도 한다.

## 연혁
- 2005년 12월 12일: 김천시 국도대체우회도로(김천시 양천동~어모면 옥율리) 18.4km 구간을 자동차 전용도로로 지정[1]
- 2012년 9월 25일: 김천시 국도대체우회도로의 농소~어모간 도로(김천시 남면 초곡리~개령면 서부리) 3.0km 구간 확장 개통[2]
- 2012년 12월 26일: 김천시 국도대체우회도로의 양천~월곡간 도로(김천시 양천동~농소면 월곡리) 5.42km 구간 확장 개통[3]
- 2013년 12월 24일: 김천시 국도대체우회도로의 농소~어모간 도로(김천시 농소면 월곡리~어모면 옥율리) 12.78km 구간 확장 개통, 기존 김천시 양천동~어모면 옥율리 8.5km 구간 폐지[4]
- 2023년 12월 19일: 김천시 국도대체우회도로의 옥률~대룡간 도로 6.95 km 구간 신설 개통[5], 기존 국도 4호선 10.1 km 구간 폐지[6]
- 2025년 3월 20일: 도로구간의 종점을 어모면 옥율리에서 대항면 대룡리로 연장 (총연장 25.1 km)[7]

## 주요 경유지
경상북도
- 김천시 (양금동 - 감천면 - 지좌동 - 농소면 - 율곡동 - 남면 - 개령면 - 어모면 - 문당동 - 삼락동 - 봉산면 - 대항면)

## 노선
- (■): 자동차 전용도로 구간

| 이름                            | 접속 노선                                | 소재지 | 소재지                                | 비고 |
| ------------------------------- | ---------------------------------------- | ------ | ------------------------------------- | ---- |
| 양천 교차로                     | 국도 제3호선 (남김천대로) 양금로         | 김천시 | 양금동                                |      |
| 양감교                          |                                          | 김천시 | 양금동                                |      |
| 감천면                          |                                          | 김천시 |                                       |      |
| 감천 교차로                     | 국도 제59호선 (금감로)                   | 김천시 |                                       |      |
| 송곡1교                         |                                          | 김천시 |                                       |      |
| 감천터널                        |                                          | 김천시 | 연장 895m                             |      |
| 감천터널                        | 지좌동                                   | 김천시 | 연장 895m                             |      |
| 덕곡1교                         |                                          | 김천시 |                                       |      |
| 덕곡차도터널                    |                                          | 김천시 | 연장 약 65m                           |      |
| 덕곡차도터널                    | 농소면                                   | 김천시 | 연장 약 65m                           |      |
| 덕곡2교                         |                                          | 김천시 |                                       |      |
| 농소 교차로 (농소IC고가)        | 국도 제4호선 (영남대로)                  | 김천시 |                                       |      |
| 월곡2 교차로 (월곡교)           | 용시길                                   | 김천시 |                                       |      |
| 율곡천1교                       |                                          | 김천시 |                                       |      |
| 율곡동                          |                                          | 김천시 |                                       |      |
| 혁신교                          |                                          | 김천시 |                                       |      |
| 혁신지하차도1                   |                                          | 김천시 |                                       |      |
| 혁신도시 교차로 (혁신지하차도2) | 운남로                                   | 김천시 |                                       |      |
| 초곡교                          |                                          | 김천시 | 남면                                  |      |
| 동김천 나들목                   | 1호선 경부고속도로                       | 김천시 | 남면                                  |      |
| 율곡천2교                       |                                          | 김천시 | 남면                                  |      |
| 초서교                          |                                          | 김천시 | 남면                                  |      |
| 개령면                          |                                          | 김천시 |                                       |      |
| 서부 교차로                     | 국도 제59호선 (환경로) (김선로)          | 김천시 |                                       |      |
| 서부교 독송교                   |                                          | 김천시 |                                       |      |
| 덕촌 교차로                     | 지방도 제913호선 (감문로)                | 김천시 |                                       |      |
| 덕촌 교차로                     | 지방도 제913호선 (감문로)                | 김천시 | 어모면                                |      |
| 어모 교차로                     | 국도 제3호선 (경상대로) 시청로           | 김천시 |                                       |      |
| 옥율 교차로                     | 옥율길                                   | 김천시 |                                       |      |
| 어모터널                        |                                          | 김천시 | 연장 농소 방향 349 m, 대룡 방향 276 m |      |
| 어모터널                        | 문당동                                   | 김천시 | 연장 농소 방향 349 m, 대룡 방향 276 m |      |
| 삼락 교차로                     | 거문들5길                                | 김천시 | 삼락동                                |      |
| 대룡천교                        |                                          | 김천시 | 봉산면                                |      |
| 대룡 교차로                     | 국도 제4호선 지방도 제514호선 (영남대로) | 김천시 | 대항면                                |      |